# Biểu tình tại Hồng Kông 2014
Biểu tình tại Hồng Kông 2014, còn được gọi là “Cách mạng ô dù” hay “Phong trào ô dù”, bao gồm những cuộc biểu tình, phản biểu tình và những hành động như trưng cầu dân ý trên mạng đòi hỏi quyền dân chủ thực thụ, cụ thể là được quyền đề cử Đặc khu trưởng mà không phải thông qua quyết định của ủy ban bầu cử. Cao điểm bắt đầu từ tối thứ sáu ngày 26 tháng 9, sau khi sinh viên bãi học cả tuần, hàng ngàn người đã xuống đường tại khu vực trung tâm kinh tế, tài chính, nơi đóng văn phòng chính quyền ở Hồng Kông. Sau đó, biểu tình lan qua khu mua sắm Vịnh Đồng La (Causeway Bay) và cả ở khu vực Vượng Giác (Mong Kok) ở lục địa, làm cho phần lớn việc lưu thông trong thành phố bị tê liệt. Trên 200 tuyến xe buýt bị ảnh hưởng, một số trạm xe điện ngầm phải đóng cửa. Nhiều ngân hàng kêu gọi nhân viên làm việc ở nhà, một số trường học cũng đóng cửa. Cảnh sát đã phải dùng gậy gộc, lựu đạn cay và bình xịt hơi cay để giải tán đám đông. Cho tới sáng sớm ngày 29 tháng 9, 78 người đã bị bắt giam và 38 người bị thương.

## Nguyên nhân

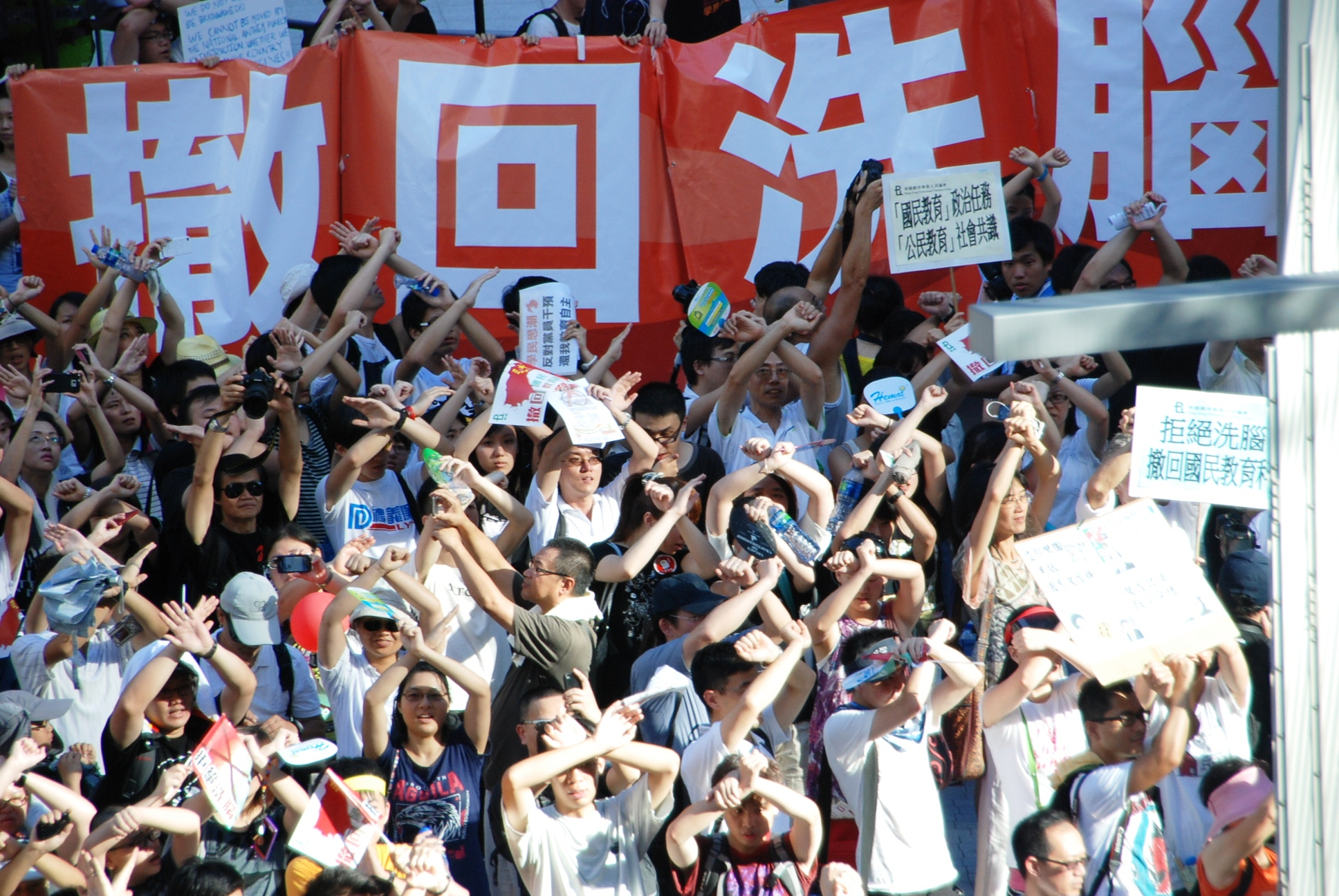
Biểu tình chống chương trình "giáo dục quốc dân" mà họ xem là "nhồi sọ chính trị" ngày 29 tháng 7 năm 2012

Trước khi Hồng Kông được Anh trả về cho Trung Quốc vào năm 1997 theo mô hình “một quốc gia, hai chế độ”, chính quyền Bắc Kinh đã cam kết quyền tự trị và tự do chính trị cho Hồng Kông.
Tuy nhiên vào ngày 21 tháng 9 năm 2014 quốc hội Trung Quốc khẳng định người dân Hồng Kông chỉ được quyền bầu đặc khu trưởng vào năm 2017 theo danh sách ứng cử viên phải được ủy ban bầu cử chấp thuận. Tuyên bố này đã làm dấy mạnh lên làn sóng biểu tình phản đối, đòi bầu cử tự do.

## Tổ chức
Những người biểu tình và những người ủng hộ bao gồm mọi thành phần trong xã hội. Họ không được lãnh đạo bởi một ai duy nhất. Có 3 tổ chức mà gây nhiều ảnh hưởng trong các cuộc biểu tình. Có thể chia họ ra làm 2 nhóm:
Lãnh tụ của phong trào Chiếm lĩnh Trung Hoàn, Cha Châu Diệu Minh, nhà hoạt động nhân quyền, Đới Diệu Đình, phó giáo sư luật, Trần Kiện Dân, cựu giáo sư xã hội học là những người tuổi trung tuần, nhiều kinh nghiệm chính trị, và tự kiềm chế. 

### Học dân tư triều và Liên đoàn sinh viên Hồng Kông

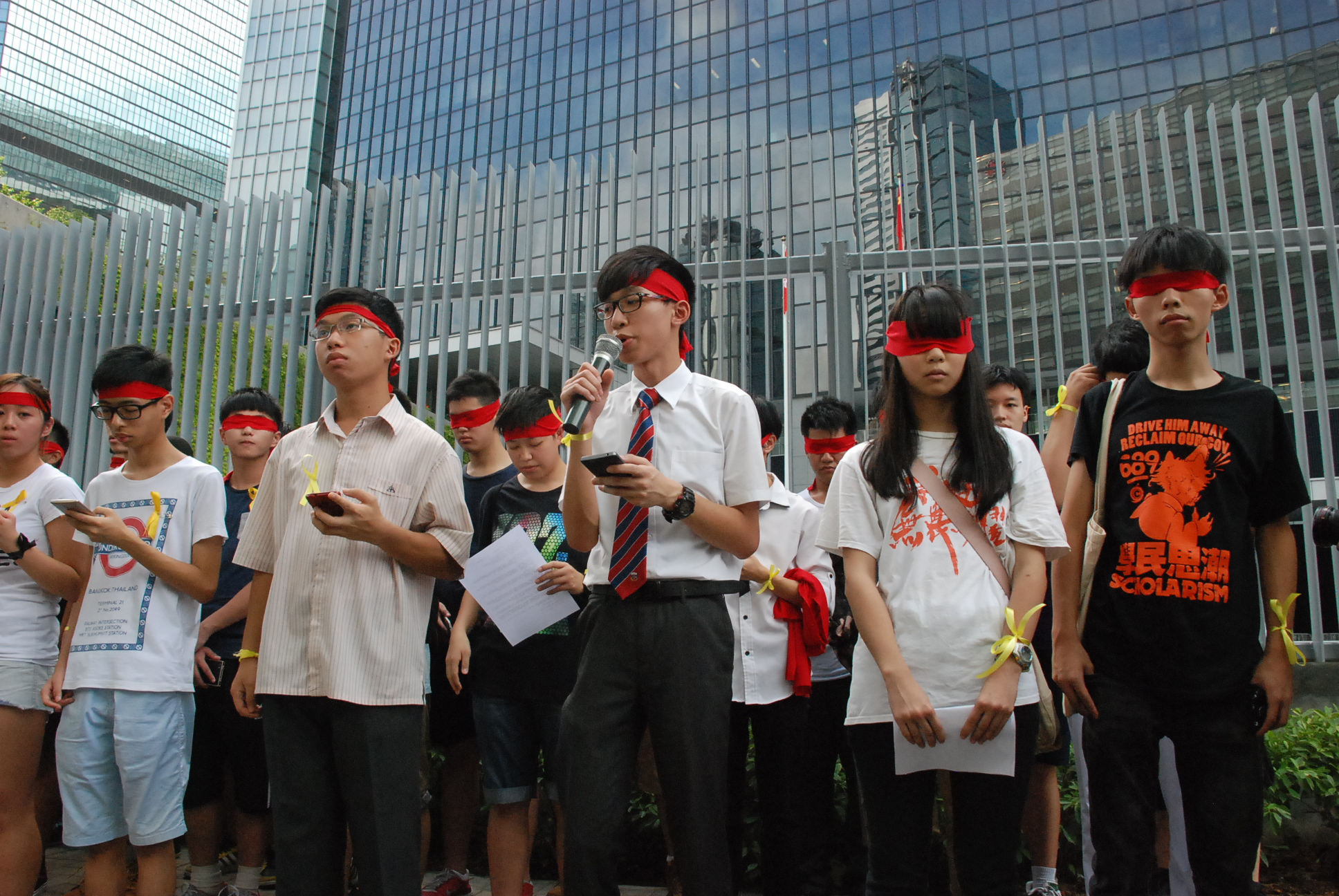
Nhóm học sinh Học dân tư triều tuyên bố bãi khóa ngày 23/9

Nhóm lớn tuổi này có thể không nổi bật bằng hai lãnh đạo của sinh viên và học sinh: Hoàng Chi Phong (Joshua Wong), lãnh đạo nhóm Học dân tư triều (Scholarism) và Chu Vĩnh Khang (Alex Chow), sinh viên Xã hội học, tổng thư ký của Liên đoàn Sinh viên Hồng Kông (Hong Kong Federation of Students, HKFS) của 8 trường đại học. Họ có lý tưởng hơn, cứng đầu, và quen thuộc với truyền thông xã hội hơn nhóm lớn tuổi.

### Nhận xét
Báo Mỹ New York Times mô tả cuộc biểu tình ở Hong Kong dù không có một nhà lãnh đạo cụ thể nào nhưng có tính tổ chức cực cao. Người biểu tình hành xử rất lịch thiệp và hòa bình. Hoàn toàn không có hiện tượng đập phá, hôi của, xả rác… như ở nhiều nơi khác. Những người phản đối được đài BBC cho là sạch sẽ quá độ. Báo Slate magazine cho họ là "những người biểu tình lịch sự nhất thế giới". Báo này cho rằng, đây không phải chỉ là những người chỉ có lý tưởng, họ là những người hoạt động chính trị hiểu biết mà hiểu được cách tranh đấu bất bạo động mang đến thắng lợi.

## Biểu tượng

### Chiếc dù

Người biểu tình dùng dù để tự vệ chống nước xịt

Ban đầu người biểu tình tại Hong Kong sử dụng chiếc dù để che mưa, nắng, nhưng khi cảnh sát dùng đạn hơi cay, và bình xịt hơi cay, chiếc dù được dùng để bảo vệ bản thân. Cuộc biểu tình tại Hong Kong từ đó còn được gọi là “Cách mạng dù”. Những người phản đối đã mang theo cả đống dù, phát không, ngủ dưới đó và viết khẩu hiệu lên nó.

### Ruy băng vàng

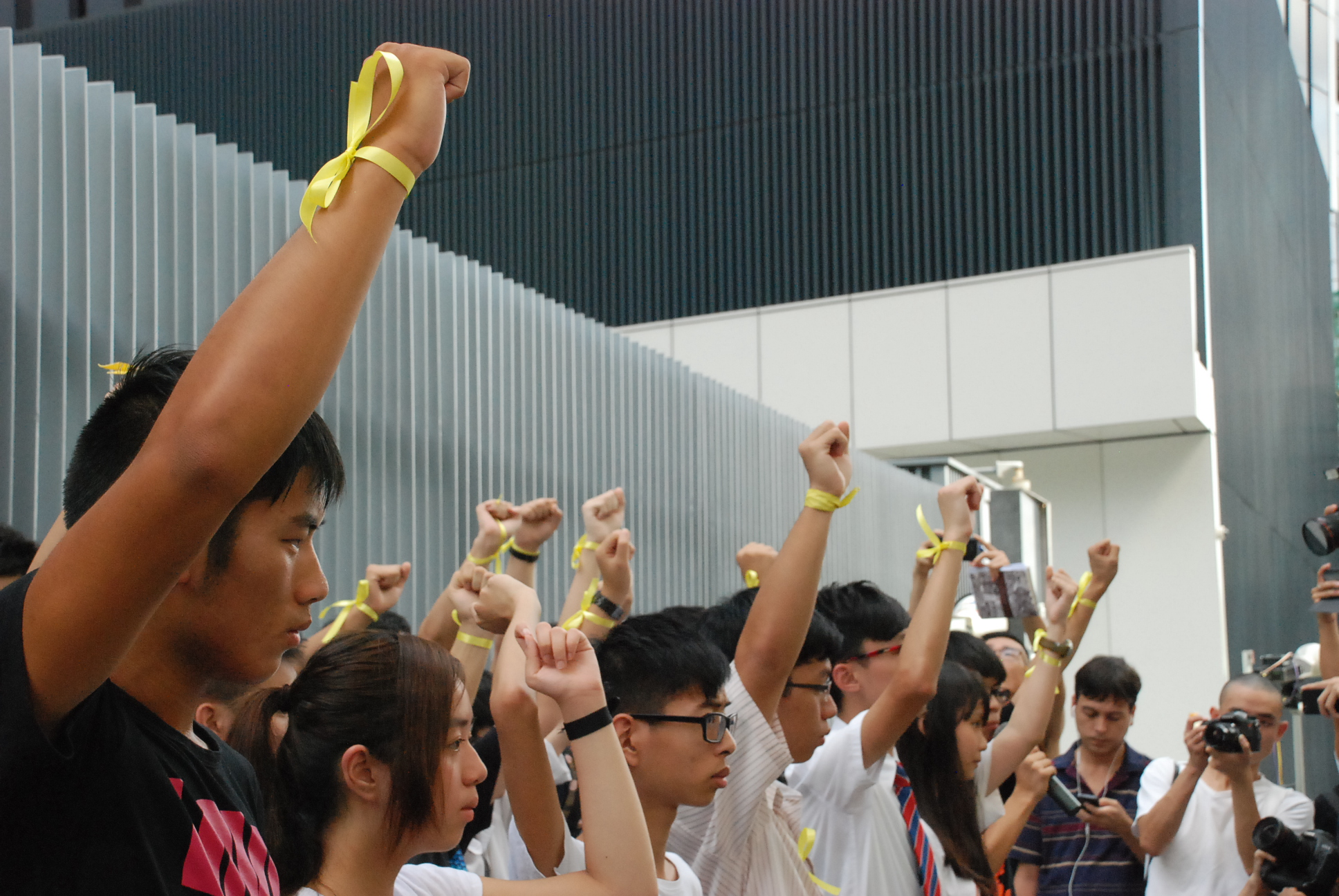
Ruy băng vàng

Các dải ruy băng vàng được cột vào hàng rào, trên áo của người biểu tình và trang hoàng các trang mạng xã hội tại Hong Kong. Người biểu tình ở Hồng Kông coi dải ruy băng vàng là biểu tượng của khát vọng dân chủ.
Biểu tưởng ruy băng vàng đã xuất hiện 400 năm trước ở Anh Quốc từ một bài thơ, trong đó một người phụ nữ đã đeo để tưởng nhớ người chồng đi xa. Qua thời gian ruy băng vàng biểu tượng cho hy vọng, chiến thắng và tình yêu. Người biểu tình ở Hong Kong chọn ruy băng vàng vì họ vẫn hy vọng vào chiến thắng trong một cuộc chiến không cân sức, không phải bằng bạo lực mà bằng tình yêu.

### Áo thun đen
Phần lớn học sinh, sinh viên tham gia cuộc biểu tình đều mặc áo thun đen. Áo thun đen thường được người dân Hong Kong mặc để tưởng nhớ sự kiện Thiên An Môn tại Trung Quốc.

### Bài hát ca ngợi
Người biểu tình Hong Kong chọn bài hát "Do You Hear the People Sing?" (Bạn có nghe mọi người hát) trong vở nhạc kịch “Những người khốn khổ” (Les Miserables) làm bài hát tượng trưng. Trong vở nhạc kịch, các nhà cách mạng Paris hát bài trên khi chuẩn bị cuộc nổi dậy chống Chính phủ Pháp.

## Diễn biến

Ruy băng vàng

Trong nhiều tháng qua, những người đòi hỏi tự do dân chủ đã tranh đấu ở Hồng Kông để cuộc bầu cử thị trưởng Hồng Kông trực tiếp đầu tiên vào năm 2017 được thực sự tự do. Bây giờ thì họ thất vọng, vì vào ngày 21 tháng 9 năm 2014, Quốc hội Trung Quốc ở Bắc Kinh đã tuyên bố chỉ có 2 hay 3 người được ứng cử. Những người này phải được chấp thuận bởi một ủy ban bầu cử gồm 1.200 người, mà trong đó đa số thân chính quyền Cộng sản ở Bắc Kinh. Cơ chế bầu cử này khiến cho việc đề cử một ứng cử viên phe dân chủ sẽ không thể thành công. Ngoài ra người dân xem quyết định này là một phần trong dự định lớn hơn của chính quyền Trung Quốc nhằm kiểm soát chặt chẽ khu vực này.

### Trưng cầu dân ý không chính thức
Phong trào dân chủ bao gồm học sinh, sinh viên, những người trong ngành ngân hàng và các lãnh tụ tôn giáo. Vào tháng 6 năm 2014, ở Hồng Kông đã có một cuộc trưng cầu dân ý không chính thức trên mạng để đòi hỏi quyền dân chủ. Trong ba ngày đầu đã có tới gần 600 ngàn người tham dự. Phong trào nhân dân đã mở thêm 15 phòng bỏ phiếu. Tổng cộng có đến 787 ngàn người bỏ phiếu trong số 3,5 triệu người có quyền đi bầu.. Những người tổ chức phong trào quần chúng "Occupy Central" tuyên bố sẽ có những hành động kế tiếp. Từ một năm nay họ đã dọa là sẽ chiếm đóng Central, trung tâm tài chính của Á Châu. Đối đầu với họ là cộng đồng doanh nghiệp thân Bắc Kinh, vốn lo sợ rằng những cuộc phản đối sẽ làm hư hỏng việc làm ăn của họ..
Đây là một trong những hành động nhằm đòi hỏi là trong cuộc bầu cử Đặc khu trưởng kế tiếp vào năm 2017, các ứng cử viên do dân chúng đề cử cũng có thể tham dự, trong khi chính quyền ở Bắc Kinh muốn rằng chỉ có một số nhỏ được quyền quyết định ai sẽ được đề cử. Dù sao thì chính quyền trung ương ở Bắc Kinh cũng có quyền quyết định cuối cùng là người đắc cử có được làm thị trưởng hay không.

### Biểu tình tháng 7
Tối ngày 1 tháng 7, theo ban tổ chức biểu tình, 510 ngàn người (theo cảnh sát 92 ngàn người) đã diễn hành tới và tụ họp trước trụ sở của Đặc khu trưởng đòi quyền dân chủ. Đây là cuộc biểu tình lớn nhất từ 10 năm nay. Khoảng 3 giờ sáng thì cảnh sát bắt đầu giải tán đám đông. Thống kê cho biết có 511 người đã bị bắt.

### Phản biểu tình tháng 8
Tuy nhiên vào ngày 17 tháng 8 lại có một cuộc biểu tình thân chính phủ trung ương, phản đối dự định của phong trào Occupy là sẽ chiếm đóng khu vực tài chính. Theo cảnh sát con số người tham gia là 110 ngàn người, theo quan sát của đại học Hồng Kông là khoảng từ 79 cho tới 88 ngàn người.

### Bãi khóa tháng 9

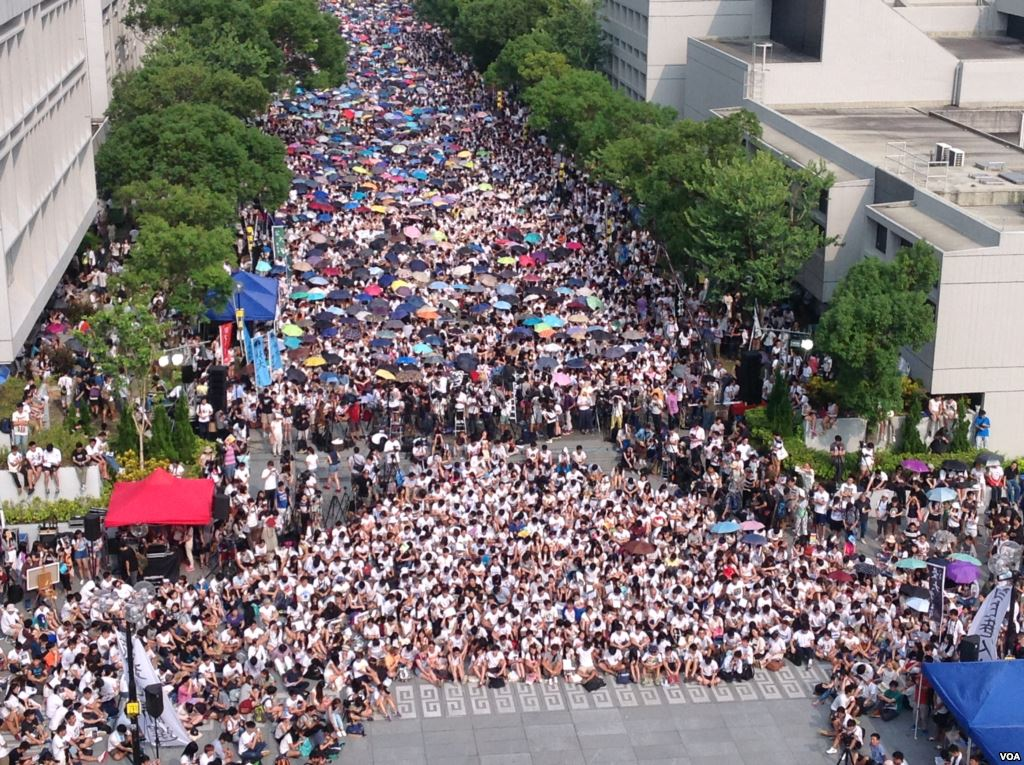
Sinh viên bãi khóa ngày 23 tháng 9

Hàng ngàn sinh viên từ hơn 20 trường đại học và cao đẳng bắt đầu bãi khóa vào thứ hai 22 tháng 9. Theo dự định, các sinh viên này sẽ bãi khóa một tuần và kéo ra đầy ngập sân trường đại học Hồng Kông. Theo một cuộc thăm dò của đại học thì một phần năm dân số đang suy xét xem có nên rời bỏ Hồng Kông hay không. Tuy nhiên, ít hơn 1/3 số người được hỏi ủng hộ phong trào "Occupy Central with Love and Peace" mà muốn chiếm cứ khu vực tài chính trong vài tuần tới, để làm áp lực đòi hỏi một cuộc bầu cử hoàn toàn tự do.

### 26-28
Mặc dù cảnh sát đã tập dợt cả tháng để có thể dập tắt các cuộc biểu tình đòi thay đổi luật bầu cử, ngày 26 tháng 9, họ đã không thể ngăn cản được sinh viên xâm nhập vào sân của tổng hành dinh chính phủ, lôi kéo thêm nhiều người ủng hộ, chiếm đóng một đại lộ và một khu đất rộng kế bên khoảnh sân đã được rào lại. Những sinh viên bên trong sân đã bị cảnh sát kéo đi vào ngày hôm sau, nhưng những người ủng hộ bên ngoài vẫn còn ở đó..
Hoàng Chi Phong thủ lĩnh nhóm học sinh Học dân tư triều đã bị bắt vào tối 26.9 chung với 74 nhà hoạt động khác, trong khi đang cùng các sinh viên biểu tình tiến vào khu vực trụ sở chính quyền Hong Kong và sau đó đã được thả vào tối 28.9.

### 29 tháng 9
Một nhà tổ chức của phong trào bất tuân dân sự Hồng Kông kêu gọi hàng ngàn công dân tiếp tục phản đối từ mọi nơi trong thành phố cho tới khi nhà cầm quyền bàn thảo về những đòi hỏi của họ. Số người biểu tình chặn các tuyến đường chính lại gia tăng vào chiều thứ hai, mặc dù cảnh sát đã rút lui, một số người khác nói họ dự định tham gia vào đám đông sau khi tan ca.
Các sinh viên lãnh đạo dọa là sẽ mở rộng các cuộc biểu tình, nếu cho tới thứ tư Đặc khu trưởng Hồng Kông Lương Chấn Anh không từ chức, cũng như nếu điều luật giới hạn ứng cử gây nhiều tranh cãi không bị rút lại. Vì cuộc biểu tình, dự định đốt pháo bông tại Hồng Kông nhân ngày quốc khánh Trung Quốc đã bị hủy bỏ.
Cuộc biểu tình cho tới thời điểm này là bất bạo động, những người tham dự giơ tay lên trời khi phải đối đầu với cảnh sát. Việc cảnh sát nỗ lực dùng lựu đạn cay để giải tán đám đông gây hậu quả ngược, bởi vì điều này càng thúc đẩy thêm nhiều người xuống đường. Nhà làm luật Lương Gia Kiệt (Alan Leong) của đảng Công dân (Civic Party) cho biết: “Những gì chúng ta thấy là tự phát, không có lãnh đạo, không có được tổ chức trước, do ý muốn mỗi người, một phong trào nhân dân. Chúng tôi đơn giản chỉ muốn giữ phẩm giá căn bản của mình, chúng tôi muốn được tôn trọng." 
Phong trào bất bạo động bất tuân dân sự dự định bắt đầu vào ngày thứ tư, một ngày lễ, nhưng nó đã xảy ra vào cuối tuần vài ngày trước đó khi sinh viên bãi học cả tuần xâm nhập vào khu vực của chính phủ ở Kim Chung (Admiralty), sau đó bị cảnh sát chặn lại.
Những người tổ chức đã phải trải qua cả tháng trời hoạch định chiến dịch Occupy Central with Love and Peace, nhưng bây giờ nó đã xảy ra một cách tự phát và có lẽ có một tên riêng. Một số người gọi nó là “cuộc cách mạng dù”, nhằm nhắc đến những cây dù được giơ lên trên đầu của những người biểu tình khi họ bị tấn công bởi lựu đạn cay hay bình xịt hơi cay.

### 30 tháng 9
Cho tới sáng 30 tháng 9, các con đường chính tại khu vực tài chính và ở Mong Kok thuộc bán đảo Kowloon vẫn bị ngăn chặn. Nhiều trường học và nhà trẻ đóng cửa. Một số người biểu tình dự trữ sẵn thức ăn để có thể tiếp tục cuộc biểu tình lâu dài. Mặc dù trời mưa lớn, hàng chục ngàn người vẫn ngủ ngoài đường.
Lần đầu tiên đài truyền hình nhà nước Trung Quốc nói tới các vụ biểu tình "bất hợp pháp" ở Hồng Kông trong giờ tin tức chính vào buổi tối, mà cho là "mọi thành phần xã hội không bằng lòng". Và việc sử dụng lựu đạn cay là hợp lý.
Những lãnh tụ của phong trào Chiếm lĩnh Trung Hoàn cho biết là đã bị dọa ám sát. Phó giáo sư Luật và cũng là người cùng lập nên phong trào Đới Diệu Đình nói, một số người hoạt động bất thình lình đã từ bỏ phong trào. Có lẽ là họ đã bị áp lực, vì có quan hệ buôn bán với Trung Hoa lục địa.

### 1 tháng 10
Hôm nay cuộc phản đối lại lan rộng ra, các nhóm biểu tình xâm chiếm cả khu mua sắm Tsim Sha Tsui, mà thường rất đông khách trong các ngày lễ, và lập các hàng rào cản trước các tiệm sang trọng.
Tại Anh Quốc, đám đông vài trăm người do Liên minh Hong Kong Hải ngoại tổ chức đã tụ tập trước cổng Tòa đại sứ Trung Quốc ở London nhằm phản đối Bắc Kinh và thể hiện sự ủng hộ đối với phong trào đòi dân chủ đang diễn ra tại Hong Kong.

### Bắt bớ ở Trung Quốc
Theo tổ chức Bảo vệ Nhân quyền Trung quốc (CHRD) hàng chục người hoạt động đã bị bắt, bởi vì họ đã ủng hộ các cuộc phản đối tại Hồng Kông. 
- Tại thành phố Thâm Quyến, một vùng kinh tế đặc biệt gần Hồng Kông, nhà hoạt động Wang Long đã bị bắt, sau khi ông ta đưa tin về cuộc biểu tình lên mạng.
- Tại Thượng Hải nhà hoạt động Shen Yanqiu cũng bị bắt, sau khi cô ta lan truyền hình mình với đầu cạo trọc để ủng hộ cuộc biểu tình. Song Ningsheng bị bắt, vì đã phổ biến hình ảnh, trong đó có các biểu ngữ ủng hộ cuộc phản đối.

### Tin tặc tấn công thiết bị di động
Hãng an ninh mạng Lacoon Mobile Security cho biết là nhân viên họ ở Hồng Kông đã khám phá ra một iOS-Virus, một Trojaner có tên là Xsser, có lẽ là để tấn công iPhone và iPad của người biểu tình tại Hồng Kông. Qua đó các tin tặc có thể lấy cắp thông tin và tập tin như SMS, hình ảnh và mật mã. Một virus cho các smartphone Android tương tự lan truyền qua WhatsApp đã được tìm ra vào tuần trước: Các nạn nhân nhận được mail với đường dẫn tới Malware. Những người biểu tình trẻ tuổi đã dùng WhatsApp để tổ chức cuộc biểu tình và lập những nhóm WhatsApp.

### 2 tháng 10
Chính phủ Trung Quốc đã đình chỉ thị thực cho các nhóm du lịch từ nội địa sang Hồng Kông.

### 3 tháng 10
Đặc khu trưởng Lương Chấn Anh bác bỏ lời kêu gọi ông từ chức. Tuy nhiên Ông Lương đưa ra lời đề nghị đàm phán với phe biểu tình. Liên đoàn Sinh viên Hong Kong (HKFS) nói họ sẽ có một cuộc đối thoại công khai với Đổng lý Carrie Lam, viên chức dân sự cao nhất của Hong Kong.
Hôm nay sau 1 tuần biểu tình, lần đầu tiên có tin là có sự va chạm giữ người biểu tình và phe phản đối cuộc biểu tình này ở khu phố Vượng Giác thuộc bán đảo Cửu long. Một số người đã phá lều, tấn công, liệng chai và đánh người biểu tình tại đó. Báo South China Morning Post tường thuật trên trang mạng của họ, một nhóm 30 người bịt mặt tại khu phố Vịnh Đồng La đã bắt đầu dọn dẹp các chướng ngại vật tại đường Hennessy, đưa đến sự đụng độ giữa họ, người biểu tình và cảnh sát. Những người lãnh đạo cuộc biểu tình vì các cuộc tấn công này đã hủy bỏ những dự định nói chuyện với chính quyền. Tổng cộng 18 người bị thương trong số đó có 6 cảnh sát.

### 4 tháng 10
Không khí đã yên bình hơn trên đường phố Hong Kong. Cảnh sát loan báo đã bắt giữ 19 người, cáo buộc họ tấn công người biểu tình đòi dân chủ. Trong số này, 8 người có ‘có dính líu đến Hội Tam Hoàng’, một tổ chức xã hội đen khét tiếng ở Hong Kong.. Thỉnh thoảng có đụng độ tiếp tục suốt ngày ở Vượng Giác, trong khi những tranh cãi giữa phe thân và chống Occupy xảy ra ở Vịnh Đồng La. Chiều tối hàng ngàn người tụ tập tại Admiralty.. Đại diện sinh viên đã chịu nói chuyện với chính quyền với 2 điều kiện, thứ nhất chính quyền phải hứa sẽ điều tra rõ ràng về những lời buộc tội là cảnh sát đã lơ đãng với côn đồ và áp dụng pháp luật một cách lựa chọn trong những ngày vừa qua. Đại diện sinh viên chỉ chịu nói chuyện với đổng lý Carrie Lam Cheng Yuet-ngor và những người khác trong nhóm hành động của bà, chứ không chịu đối thoại trực tiếp với Đặc khu trưởng Lương Chấn Anh, với lý do là ông Lương liên tiếp không đế xỉa đến quan điểm của quần chúng, và đã dùng cảnh sát để đàn áp người biểu tình. 

### 5/6 tháng 10
Ngày 5, có những bất đồng trong phe biểu tình khi các lãnh đạo sinh viên muốn từ bỏ khu Vượng Giác kéo về Admiralty, tuy nhiên những người biểu tình thuộc nhóm ủng hộ dân chủ cực đoan hơn, Civic Passion, đã đến thế chỗ.
Ngày 6, những chỗ biểu tình đã yên lặng hơn vì một số sinh viên trở lại trường, và nhiều người phải đi làm, nhà cầm quyền thì giữ khoảng cách. Ở vịnh Đồng La còn khoảng 100 người, ở Admiralty cũng vậy, còn ở Vượng Giác khoảng 100 cho tới 200 vẫn còn tiếp tục chiếm đóng đường Nathan tại ngã tư tới đường Argyle. 
Đã có những cuộc nói chuyện với đổng lý Carrie Lam Cheng về chương trình thảo luận nhưng vẫn chưa đạt được đồng thuận.

### 7/8 tháng 10
Con số người biểu tình đã giảm đáng kể sau khi lãnh đạo sinh viên Hong Kong chấp thuận đối thoại với chính quyền, bắt đầu vào ngày 10 tháng 10, which would be limited in scope. Lãnh tụ sinh viên phản đối Lester Shum nhưng tỏ ra thất vọng vì khuôn khổ cuộc đối thoại bị hạn chế."

### 9 tháng 10
Chính quyền Hong Kong đã hủy cuộc họp với lãnh đạo sinh viên đấu tranh dân chủ, theo dự tính diễn ra vào thứ Sáu 10 tháng 10. Chánh văn phòng Đặc khu Carrie Lam (Lâm Trịnh Nguyệt Nga) nói sẽ “không thể có đối thoại mang tính xây dựng” sau khi các lãnh đạo sinh viên kêu gọi tăng cường nỗ lực chiếm đóng các khu vực biểu tình chính.
Lãnh đạo sinh viên đã ra lời kêu gọi tăng biểu tình và chiếm đóng một số nơi nếu như chính quyền Hong Kong không nhượng bộ.

### 12 tháng 10
Trưởng đặc khu Hồng Kông - ông Lương, trong một buổi phỏng vấn với TVB, một đài truyền lớn của Hồng Kông, đã nói rẳng tình hình biểu tình đã nằm ngoài tầm kiểm soát và việc thay đổi quyết định của Bắc Kinh là điều bất khả thi, ngay cả khi ông ấy từ chức. Nhiều tổ chức báo chí bao gồm Hội ký giả Hong Kong phản đối việc này vì các phương tiện truyền thông khác không được tham dự, cảm thấy rằng ông Lương thiếu nợ quần chúng những lời giải thích đầy đủ từ khi cuộc biểu tình bắt đầu. Họ cho là ông Lương muốn tránh những câu hỏi về vấn đề chung quanh cuộc bầu cử đặc khu trưởng tới.
Nhóm sinh viên biểu tình đã quyết định viết một lá thư cho Chủ tịch nước Cộng hòa Nhân dân Trung Hoa - ông Tập Cận Bình để yêu cầu Quốc hội Trung Quốc hủy bỏ quyết định về cuộc bầu cử vào năm 2017 cũng như yêu cầu Bắc Kinh giữ nguyên chính sách Một quốc gia, hai chế độ.

### 19 tháng 10
Những người biểu trình lại tràn ra đường phố của khu vực Vượng Giác nơi mà đã xảy ra nhiều cuộc xô xát. Nhà dân chủ Martin Lee xuất hiện ở đây nói là có những thành phần xã hội đen cố gây bạo động để làm mang tiếng cho phong trào cổ vũ Dân chủ. Đến đêm, 2 nhà lập pháp thân Dân chủ, Fernando Cheung và Claudia Mo, đã có mặt tại để mà trung gian giữa phe sinh viên và cảnh sát, làm giảm đi sự căng thẳng giữa 2 phe. Không có đụng độ nào xảy ra đêm đó.

### 25 tháng 10
Tối thứ Bảy ngày 25/10, hơn 1.000 người ủng hộ phong trào chống biểu tình đã tập hợp để lên án những người biểu tình đòi dân chủ gần bến tàu Star Ferry. Nhiều người hô các khẩu hiệu như ‘Trả Hong Kong lại cho tôi’ và ‘Hãy dọn khỏi đường phố ngay lập tức’. Mặc dù hai nhóm biểu tình đối đầu nhau không xảy ra xung đột nhưng những nhóm nhỏ người phản biểu tình đeo dải ruy băng xanh đã trút sự tức giận của họ vào các nhà báo đang làm việc tại hiện trường. Một nữ phóng viên của Đài RTHK, một phóng viên và 2 nhà quay phim cho TVB đã phải vào nhà thương. Cảnh sát Hong Kong nói rằng những cuộc tấn công vào người biểu tình này là có sự phối hợp và có dính líu đến Hội Tam Hoàng, một băng đảng xã hội đen khét tiếng ở Hong Kong. Hàng ngàn người biểu tình vẫn cắm trại trên một tuyến đường chính gần trụ sở chính quyền ở khu Admiralty và ở các điểm khác ở vịnh Đồng La và Vượng Giác nhưng với ít người hơn.

## Tham dự của xã hội đen và nghi ngờ mua người biểu tình

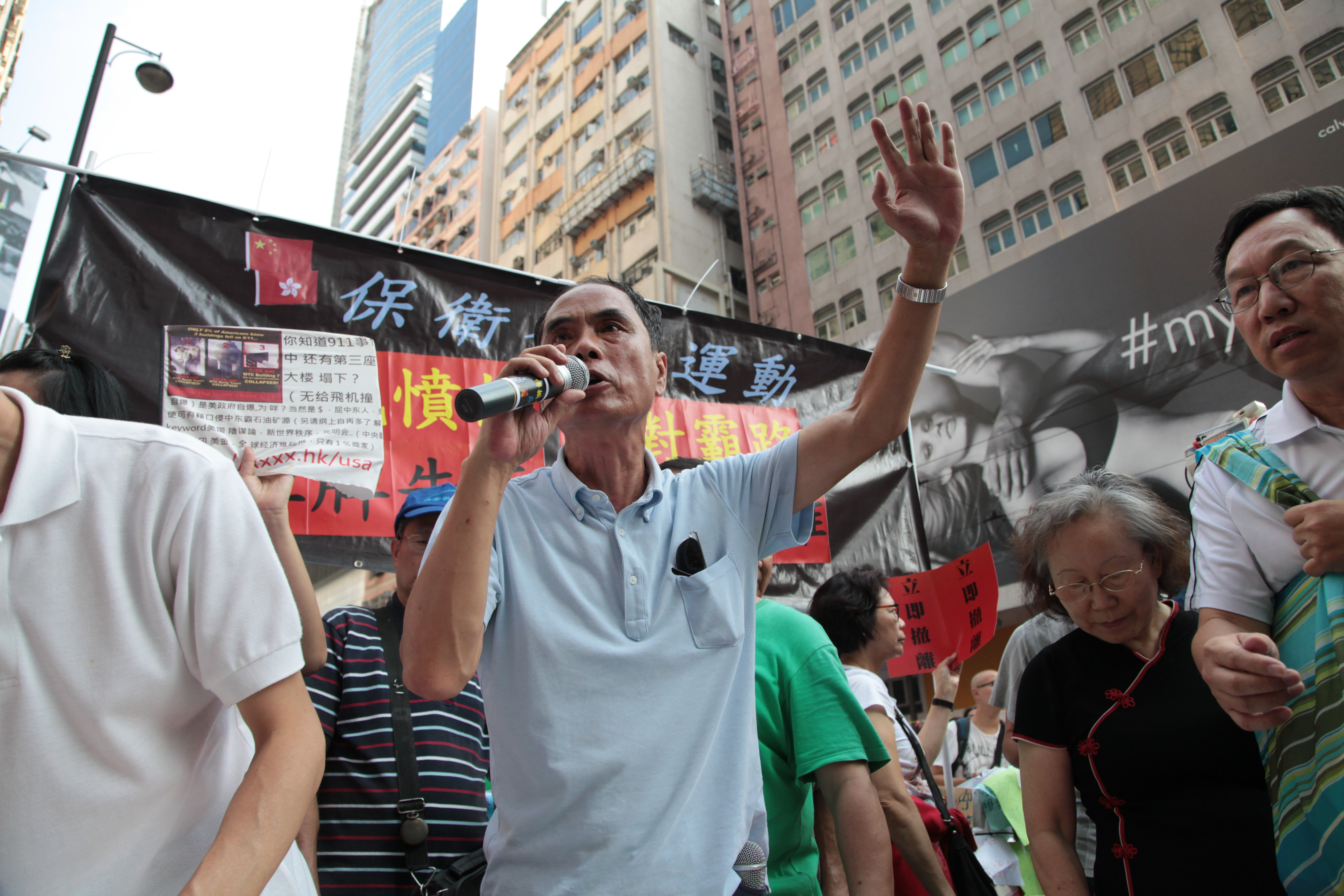
Những người phản đối biểu tình ở vịnh Đồng La, 12 tháng 10

Cảnh sát Hồng Kông cho biết là có tới 200 dân giang hồ từ 2 tổ chức xã hội đen lớn đã xâm nhập vào các trại biểu tình, mặc dù mục đích của họ vẫn chưa được biết rõ là để làm gì. Một viên chức cảnh sát nói là, "chúng tôi không thể làm nếu họ chỉ ca hát kêu gọi dân chủ."
Vào ngày 6 tháng 10 năm 2014, đài BBC chiếu một đoạn phim của Hong Kong TV network về việc những người chống phong trào Occupy được mướn và chở tới nơi biểu tình. Nhiều người trong số này không biết là mình được trả tiền để làm gì, bị quay phim lén trên xe buýt đang nhận tiền của những người tổ chức."
Báo South China Morning Post cũng tường thuật những cáo buộc là những người từ những khu nghèo khổ đã nhận tới HK$800 một ngày, qua liên lạc bằng WhatsApp, để tham dự vào cuộc biểu tình chống đối phong trào Occupy. Các nhóm xã hội đen, mà được tường thuật là đã thu nhập ít hơn 40% con số thường ngày, đã dính líu vào những cuộc tấn công vào người biểu tình ở khu vực Vượng Giác. Cả tờ Apple Daily và tờ Taiwan Central News Agency, cũng như một số nhà lập pháp dân chủ ở Hồng Kông, đã nêu tên bộ an ninh quốc gia và bộ công an Trung Quốc phải chịu trách nhiệm cho các cuộc tấn công.

## Phản ứng

### Chính quyền

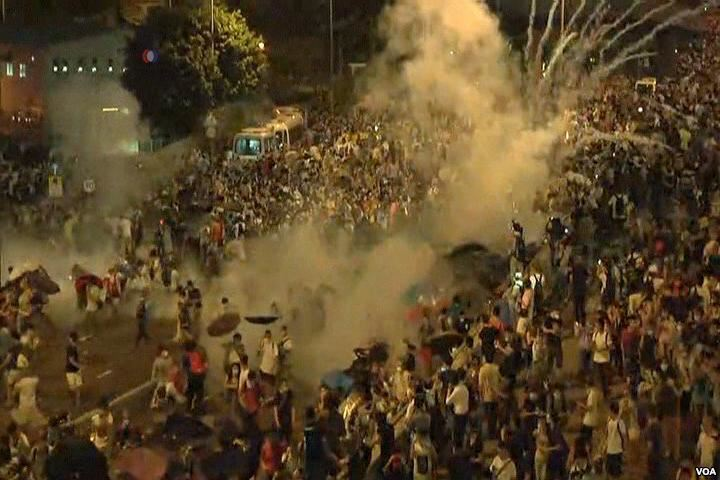
Cảnh sát dùng lựu đạn cay chống lại người biểu tình

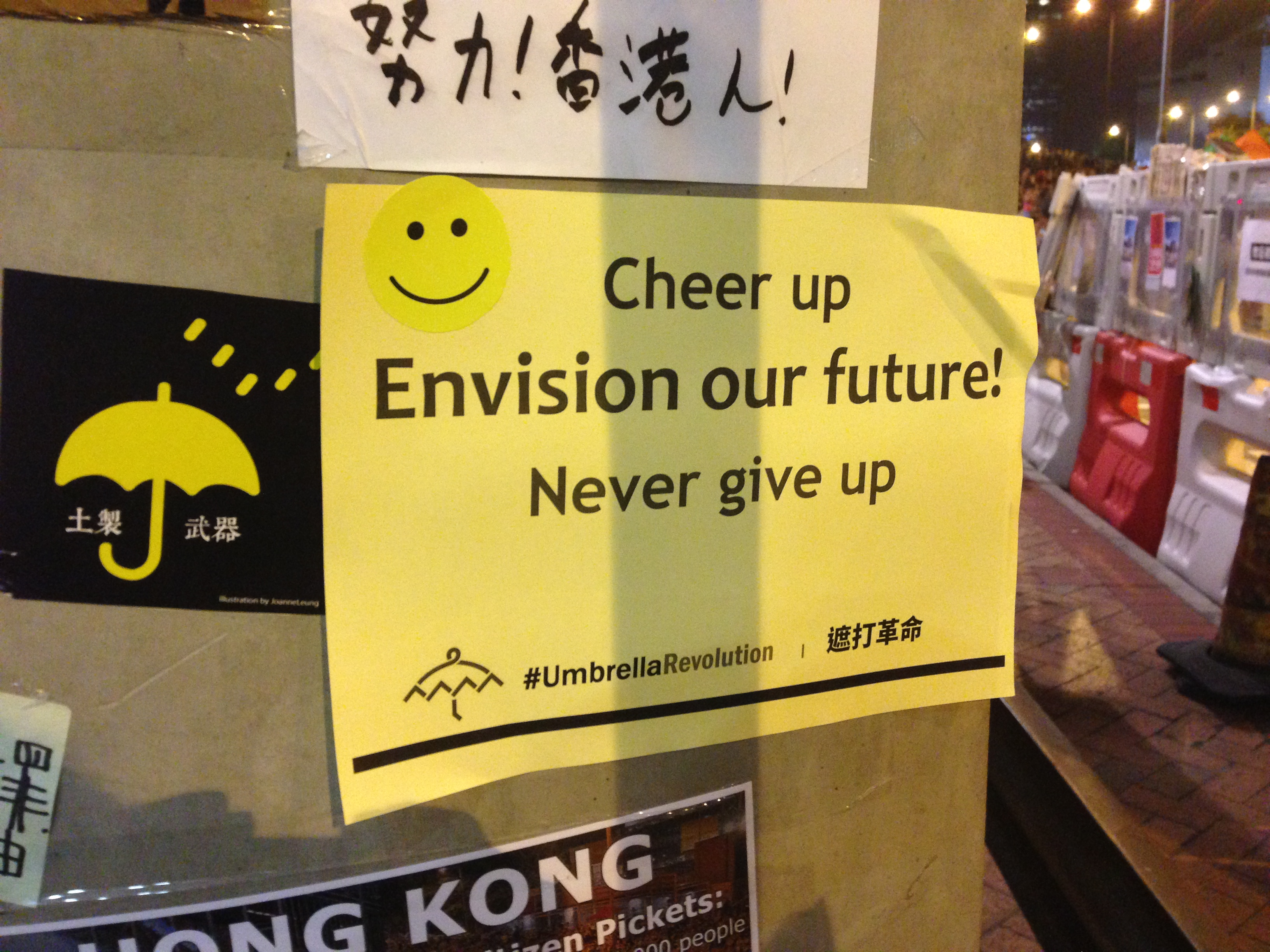
Từ người biểu tình hỗ trợ cho chiến dịch

Đặc khu trưởng Hồng Kông ông Lương Chấn Anh chỉ trích cuộc biểu tình Occupy Central là hành vi bất hợp pháp và cho biết là các cuộc bầu cử sẽ diễn ra theo kế hoạch.Trong một bản tuyên bố, phong trào Occupy Central cho biết vì ông Anh từ chối nói chuyện trực tiếp với người dân, nên mới dẫn đến cuộc khủng hoảng bất tuân dân sự. Việc ông ta từ chức sẽ giải quyết được vấn đề này.
Chính quyền Bắc Kinh cũng phê phán cuộc biểu tình đã hủy hoại pháp luật và trật tự xã hội tại đây.Người phát ngôn Bộ Ngoại giao Trung Quốc cảnh báo các nước khác không can dự vào các cuộc biểu tình ở Hồng Kông: "Tôi muốn nhấn mạnh rằng Hồng Kông thuộc về Trung Quốc. Đây là khu vực hành chính đặc biệt và công việc của Hồng Kông được xem là hoàn toàn do Trung Quốc giải quyết. "Tôi hy vọng các nước khác không can thiệp vào các vấn đề của Hồng Kông, đừng ủng hộ hoạt động phong tỏa khu trung tâm bất hợp pháp, và đừng phát ra những thông điệp sai trái", bà Hoa Xuân Oánh nói.
Bộ phận tuyên truyền trung ương tại Bắc Kinh đã ra lệnh các trang mạng xóa hết những đề cập tới tình trạng náo động ở Hồng Kông. Những trang có thảo luận thường đăng một bài ngắn từ thông tấn xã Trung Quốc, cho biết rất ít chi tiết những việc gì đã xảy ra ở đó. Từ tối chủ nhật, cơ quan kiểm duyệt đã chặn ứng dụng Instagram, để những hình ảnh của cuộc tuần hành ở đó không tiếp tục bị lan truyền.
Hôm thứ Ba 30 tháng 9, chủ tịch Tập Cận Bình nói với các lãnh đạo Đảng Cộng sản tại Bắc Kinh rằng chính phủ của ông sẽ "kiên trì bảo vệ sự thịnh vượng lâu dài và ổn định ở Hong Kong và Macau".
Lương Chấn Anh viết cho đài Hoa Kỳ CNN, cho rằng cuộc thảo luận về hình thức bầu cử phải được thảo luận bằng lý trí. Chỉ dùng tình cảm sẽ không đạt được gì cả. Những chỉ trích của người biểu tình không thỏa đáng, vì cách thức lựa ứng cử viên vẫn chưa được quy định.
Trong lễ Quốc khánh Cộng hòa Nhân dân Trung Hoa 1 tháng 10, trước khi chào cờ, đại biểu thân dân chủ Lương Quốc Hùng (Leung Kwok Hung) bị những người giữ an ninh dẫn ra ngoài vì đã hô hào đòi "bầu cử thật sự". Để bày tỏ sự ủng hộ cho phong trào dân chủ thành viên hội đồng thành phố Paul Zimmermann đã mở dù vàng ra giữa nghi lễ ngày Quốc khánh. ".

### Người dân
- 20h21' Juls, Luân Đôn: "Tôi hoàn toàn ủng hộ những người biểu tình. Chúng tôi phải đấu tranh cho tương lai của mình. Đó là Hồng Kông của chúng tôi. Việc của chúng tôi là phải tự quản lý ngôi nhà của mình."[71]
- Will Mak Wing-kai, một sinh viên từ đại học Hồng Kông: “Tôi muốn chính phủ là đại diện cho chúng tôi, được bầu từ con tim của chúng tôi, không phải bởi chính quyền Trung Quốc.”[31]
- Edith Fung, 21, một nữ sinh viên đo lường đất đai: “Tôi không muốn Hồng Kông sẽ trở thành một Trung Quốc khác, đầy tham nhũng, không công bằng, không tự do báo chí, không tự do tôn giáo.” “Họ đối xử với sinh viên như với con nít, chúng tôi chỉ đòi hỏi đối thoại. Nhưng không ai phản ứng cả.”[31]
- Đức Hồng y Joseph Zen, 82 tuổi, cựu Giám mục Công giáo của Hồng Kông, nói với Reuters: "Đã đến lúc chúng tôi thực sự cho thấy mình muốn được tự do chứ không chịu làm nô lệ, chúng tôi phải đoàn kết với nhau."[72]
- Một nhóm với hơn 50 người từ nhiều vùng khác nhau ở Trung Quốc, gồm có luật sư, học giả và các công dân khác đã công bố một lá thư ủng hộ dân chúng Hồng Kông theo đuổi dân chủ, trong khi kêu gọi cải thiện tình trạng dân chủ ở lục địa.[73]

### Quốc tế
Chính phủ Hoa Kỳ kêu gọi nhà cầm quyền Hồng Kông không dùng vũ lực để đối phó với những người biểu tình. Phát ngôn viên chính phủ Josh Earnest cho biết, Hoa Kỳ ủng hộ cuộc tranh đấu cho tự do ngôn luận và tự do hội họp.
 Phong trào sinh viên cũng như chính phủ và phe đối lập ở Đài Loan ủng hộ các cuộc biểu tình ở Hồng Kông. Tổng thống Đài Loan Mã Anh Cửu nói: "Chúng tôi thấu hiểu và ủng hộ sự đòi hỏi của người Hồng Kông để được bầu cử trực tiếp." 
 Liên Hợp Quốc - Stephane Dujarric phát ngôn viên của tổng thư ký Ban Ki-moon cho biết là ông Ban: "Hiểu đây là một vấn đề nội bộ, nhưng kêu gọi mọi phe hãy giải quyết những sự khác biệt theo một cách yên bình và bảo vệ những nguyên tắc dân chủ."
 Nhật Bản – Tổng bí thư nội các Nhật Bản Hiroshige Seko nói trong một buổi họp báo, "Một Hong Kong dân chủ mà giàu mạnh và vững bền sẽ đóng một vai trò cực kỳ quan trọng cho các quốc gia trong vùng Á Châu - Thái Bình Dương, kể cả Nhật Bản. Hy vọng của chúng tôi là Hồng Kông có thể duy trì thể chế chính trị tự do và cởi mở dưới quy tắc “nhất quốc lưỡng chế”.

## Kết quả
Ngày 29 tháng 8, ông Lương Chấn Anh đã có cam kết với người biểu tình là chính quyền Hồng Kông sẽ tổ chức các cuộc tham vấn chính trị với người dân về các thay đổi chính trị tại thành phố này.

## Nhận định
- Raymond Li, Trưởng ban tiếng Trung BBC:

| “ | Bắc Kinh quan ngại về ý tưởng có dân chủ hoàn toàn tại Hồng Kông vì hai lý do - thứ nhất, vì họ sợ hệ lụy của một Đặc khu trưởng được bầu chống lại Bắc Kinh. Thứ hai, vì nếu Hồng Kông có được quyền bầu trực tiếp lãnh đạo thì sẽ khuyến khích những nơi khác ở Trung Quốc yêu cầu quyền tương tự. | ” |

- Chris Patten, thống đốc cuối cùng của Hong Kong khi nơi này còn là thuộc địa của Anh, nói rằng: “Chính quyền Hong Kong giờ đây phải tổ chức vòng tham vấn thứ hai một cách đàng hoàng cho người dân của họ – một cuộc tham vấn công khai và trung thực.”[69]

## Ảnh hưởng
Đài BBC cho là Cuộc biểu tình Chiếm giữ Trung tâm Hong Kong có thể đã nguội bớt nhưng phong trào chống Trung Quốc ở Đài Loan lại dâng cao. Trong khi quan hệ với Trung Quốc đã được cải thiện nhiều gần đây, nhiều người lại lo lắng về ảnh hưởng ngày càng lớn của Bắc Kinh như Phong trào sinh viên Hoa Hướng Dương. Quyết định từ chối quyền quyết định của Hong Kong đối với việc bầu ra người lãnh đạo xác nhận nghi ngờ của Đài Loan, rằng Trung Quốc sẽ không bao giờ để Đài Loan tự trị, nếu hai bên thống nhất.

### Yellow Umbrella app
Yellow Umbrella (Trò chơi dù vàng cho điện thoại di động) lấy ý tưởng từ cuộc biểu tình. Người tạo ra trò chơi Fung Kam-keung, 31 tuổi, nói với thông tấn xã AFP "Trò chơi này tôi không chỉ làm cho vui mà cũng để bày tỏ sự ủng hộ đối với những người sinh viên xuống đường và để cho những người khác biết là họ không bạo động khi đòi hỏi một cuộc bầu cử thực sự." Yellow umbrella đã được tải xuống hơn 400 ngàn lượt ngay sau khi vừa phát hành trên Google Play được 4 ngày, mặc dù vẫn chưa nhận được sự chấp thuận của Apple và đáng chú ý là trò chơi này hoàn toàn vắng mặt tại các cửa hàng trực tuyến của Google ở Trung Quốc đại lục.

## Hình ảnh

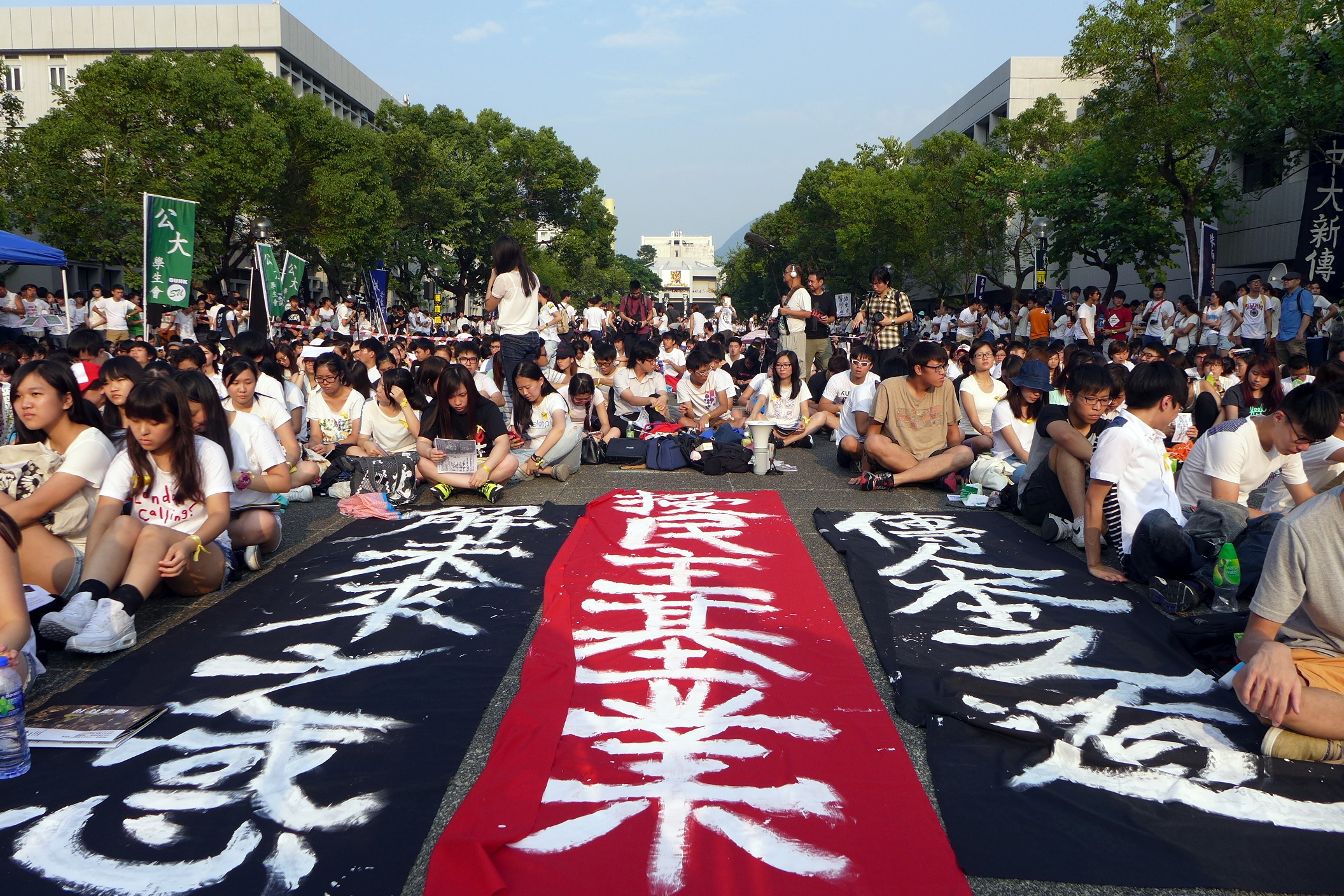
Sinh viên Đại học Trung Sơn bãi khóa ngày 22/9
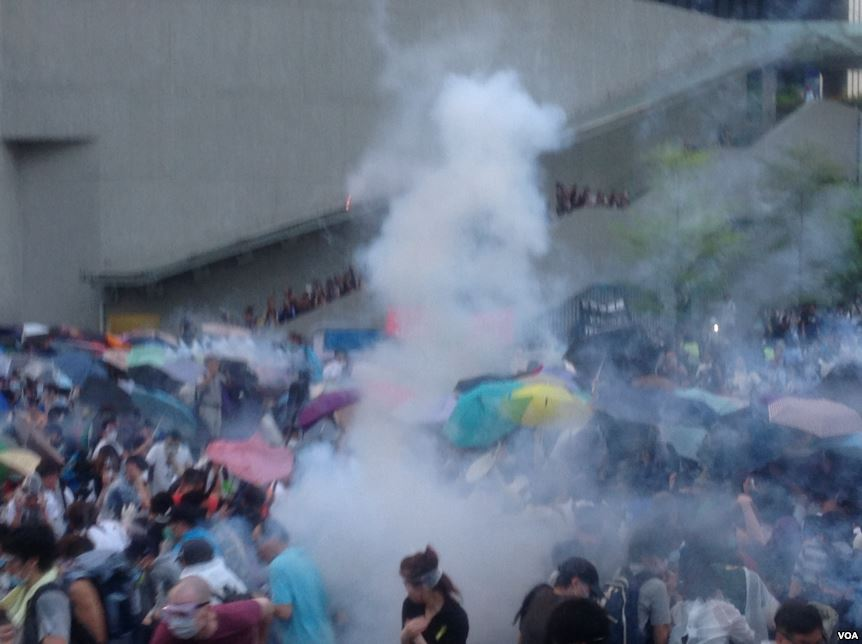
Lựu đạn cay phóng vào người phản đối
Người biểu tình chận một đường chính
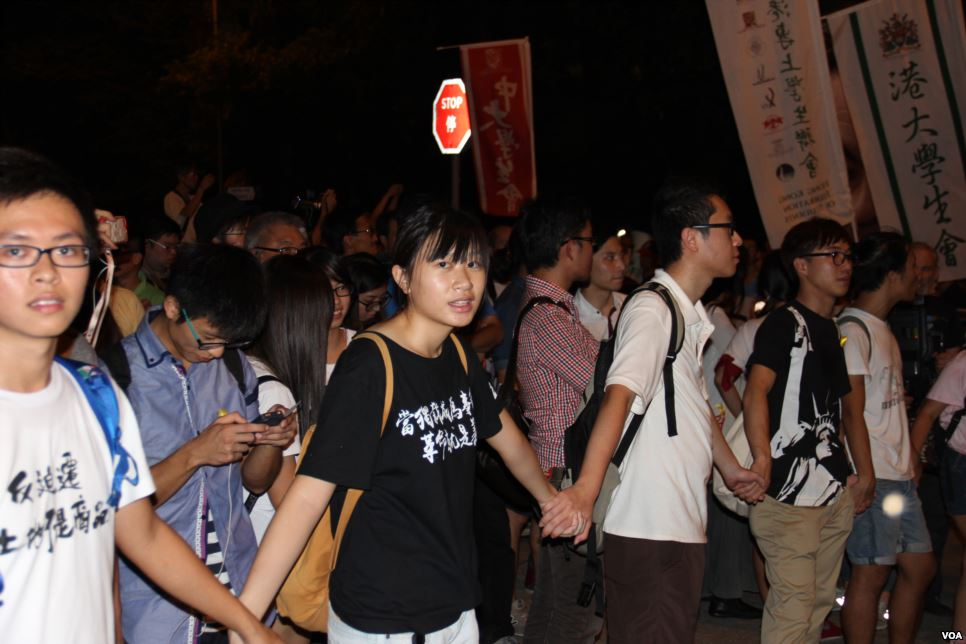
Sinh viên chuẩn bị diễn hành
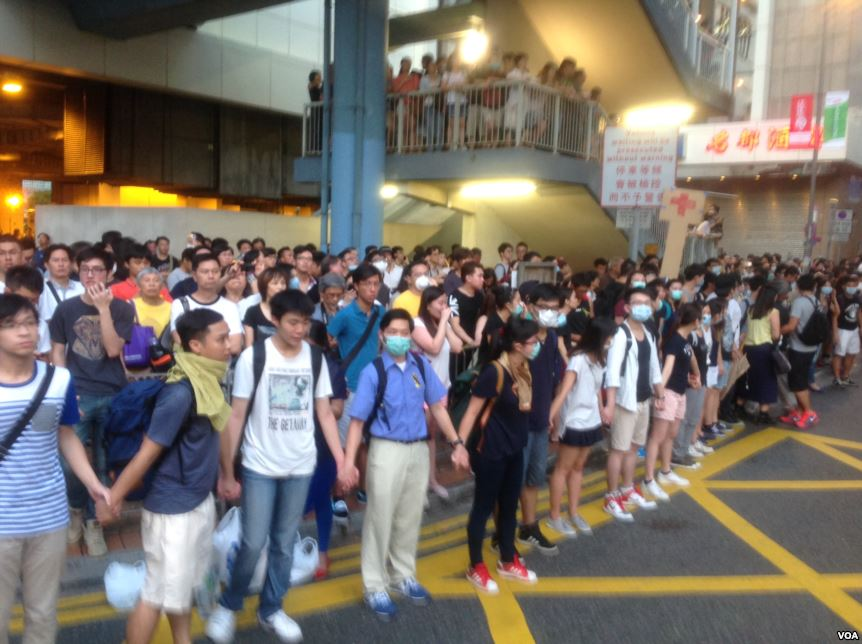
28 tháng 9
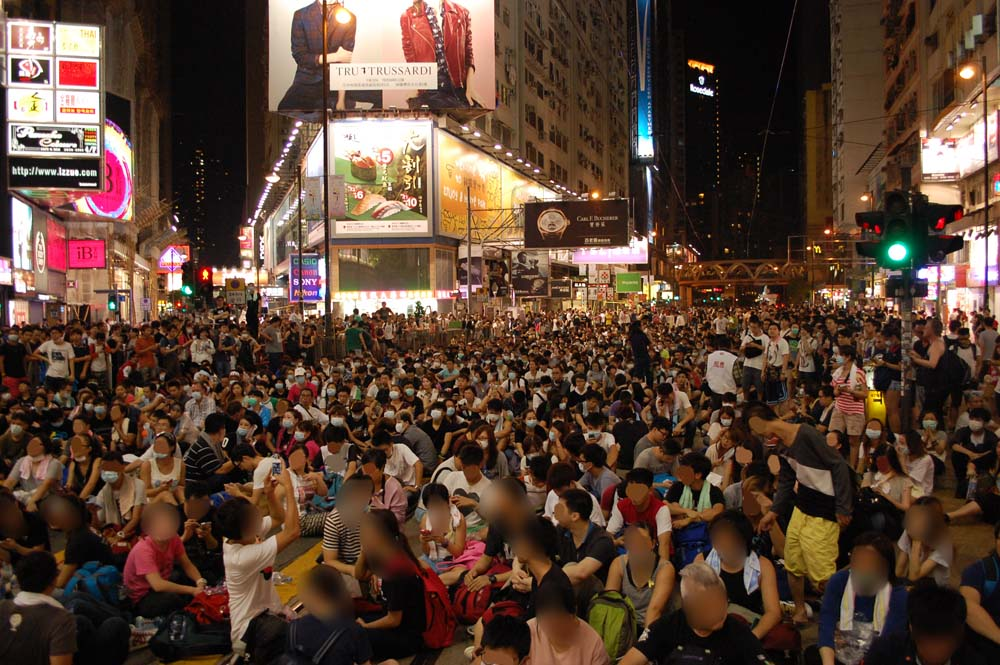
Trung Hoàn bị chiếm đóng
Bị cảnh sát xịt hơi nước 28/9
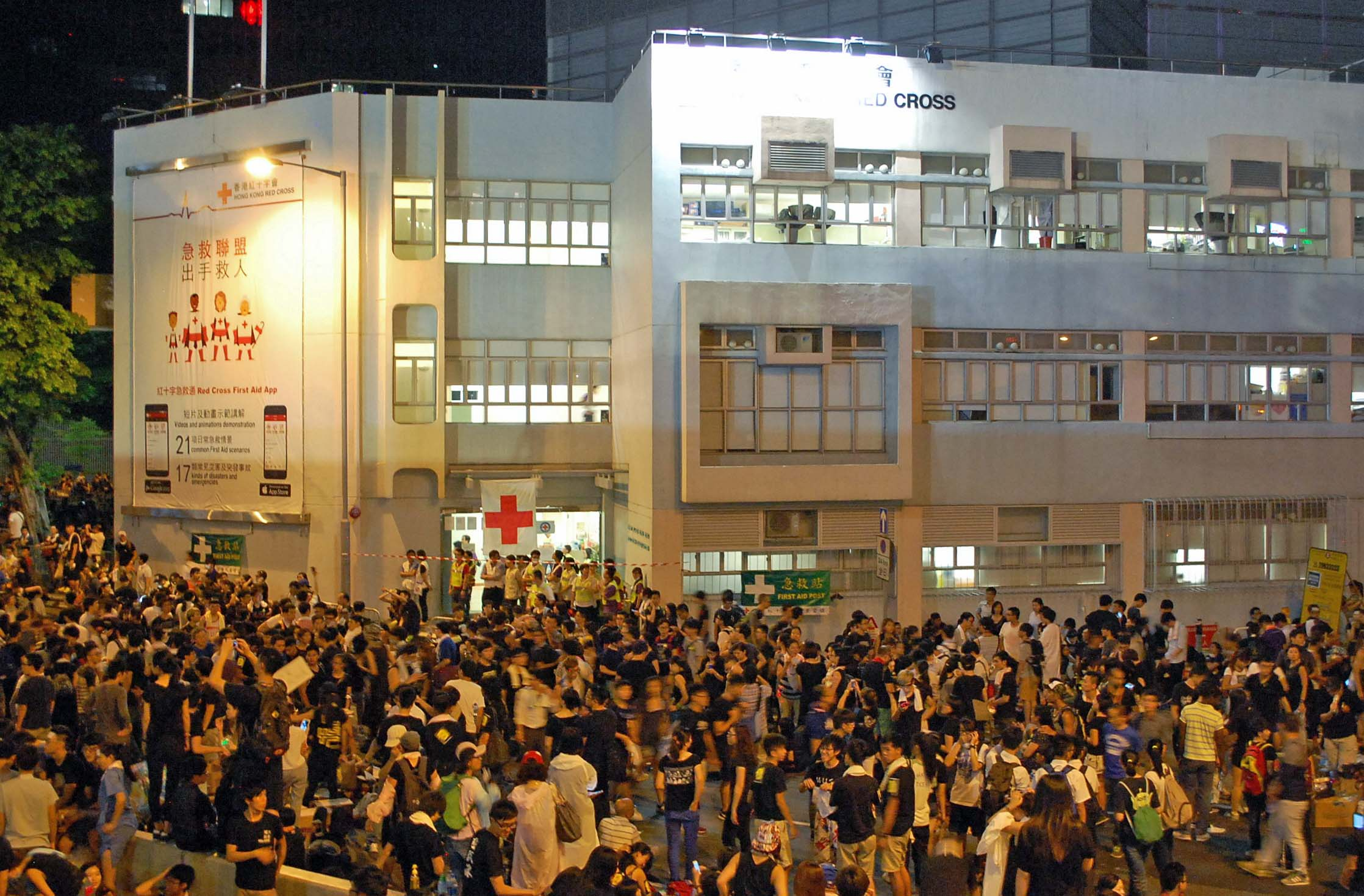
Người tình nguyện Hồng Thập Tự cung cấp y tế
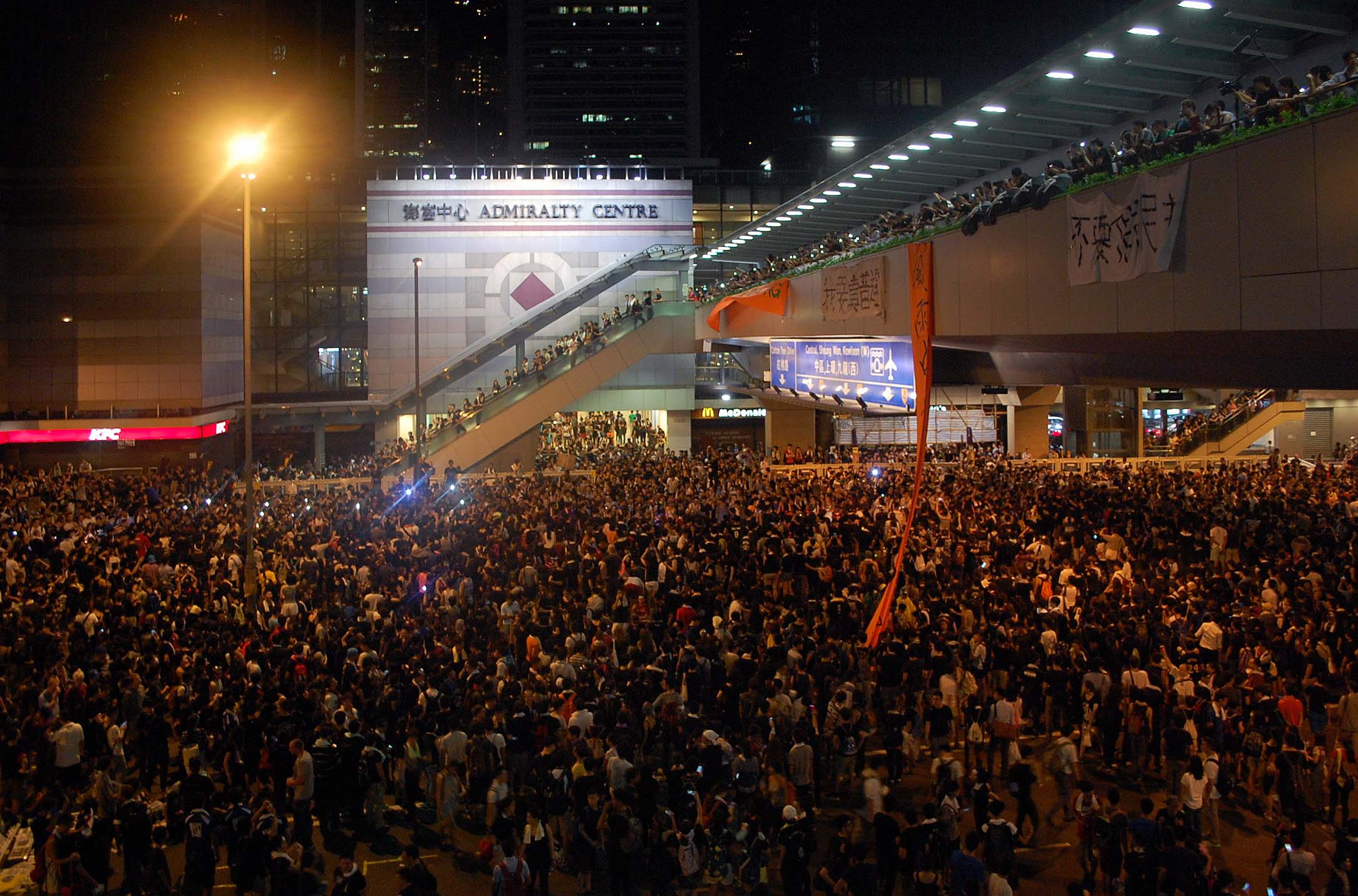
Người phản đối bên ngoài trung tâm Admiralty
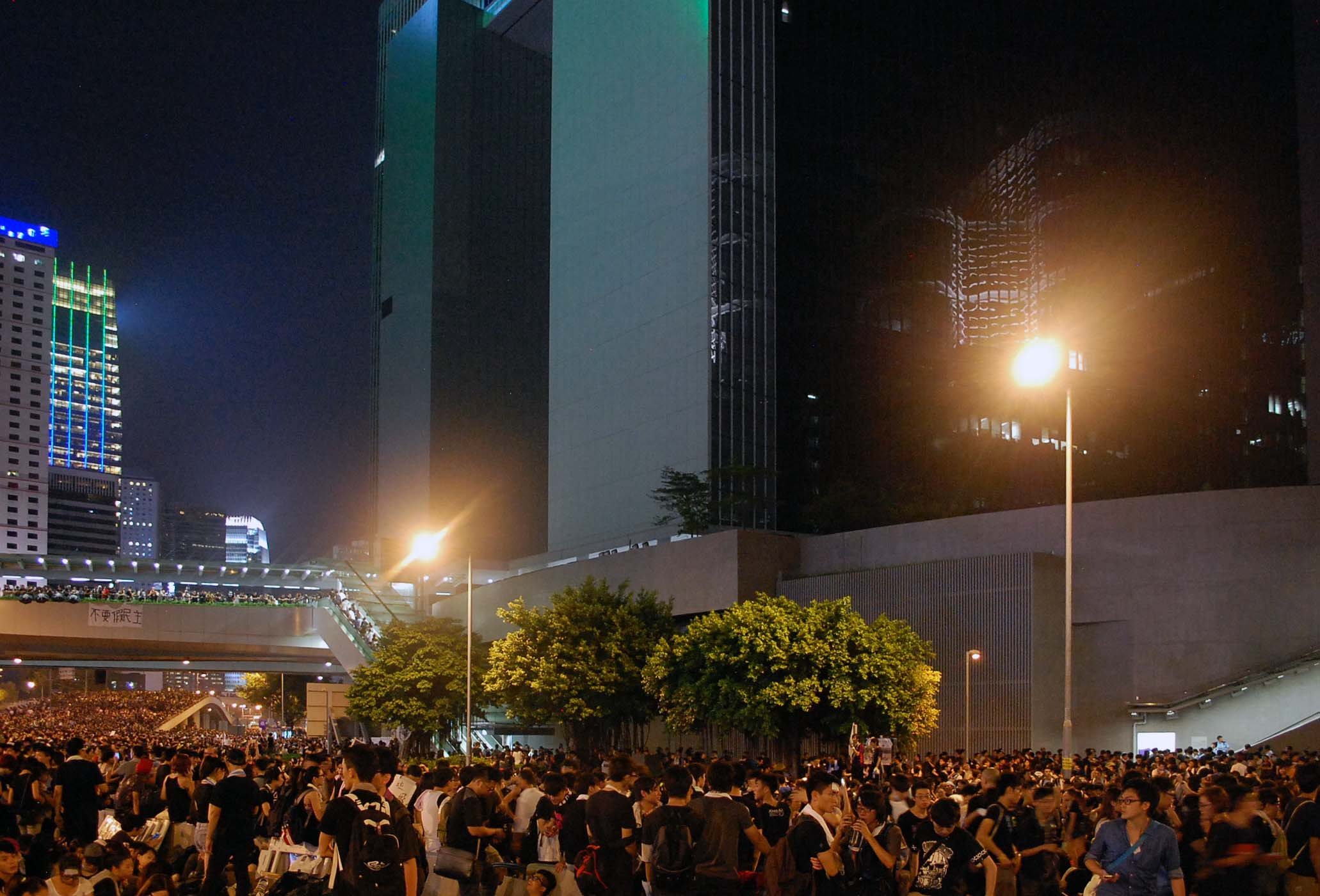
Người biểu tình bên dưới những trụ sở chính phủ Trung ương
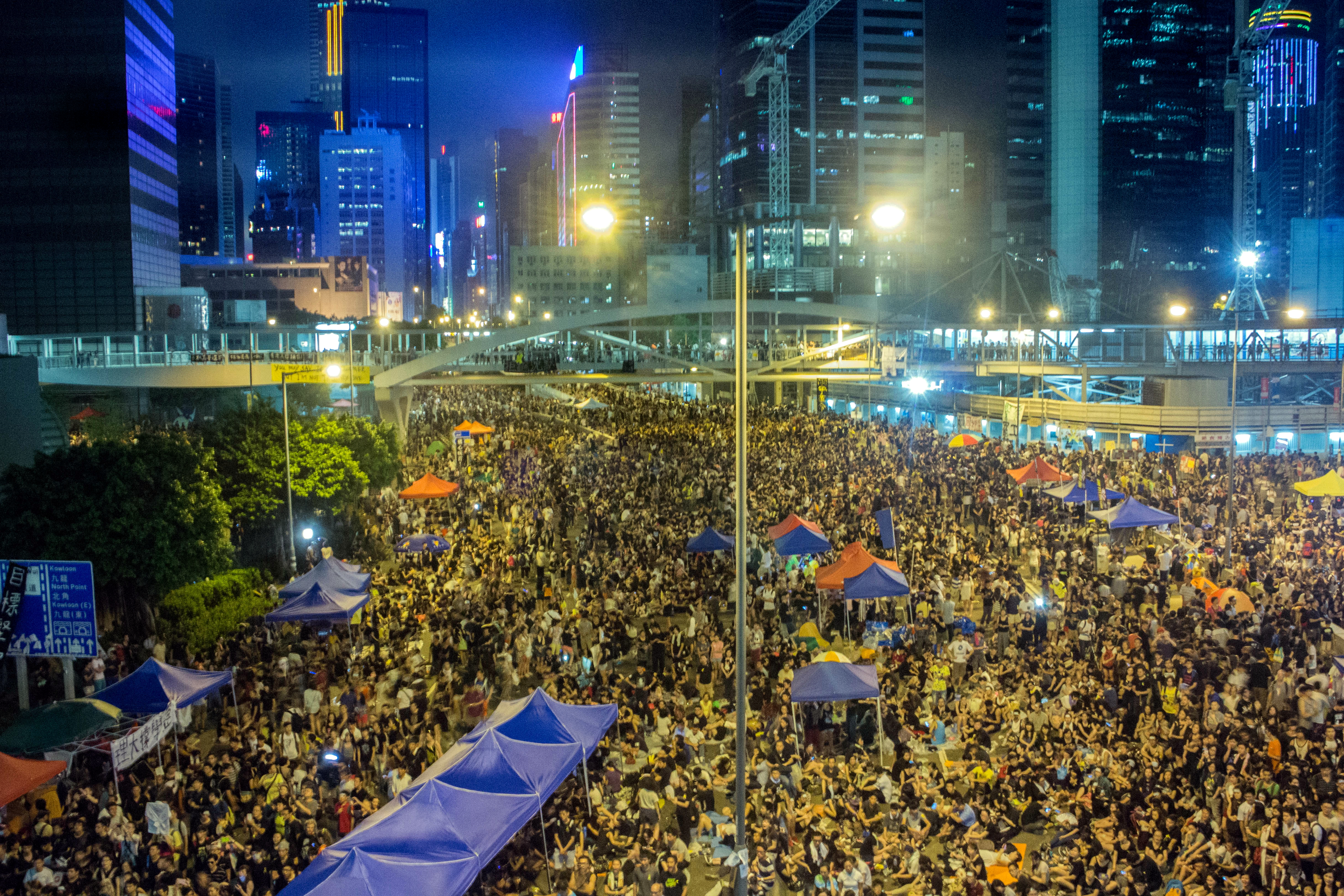
Người biểu tình ngày 1 tháng 10
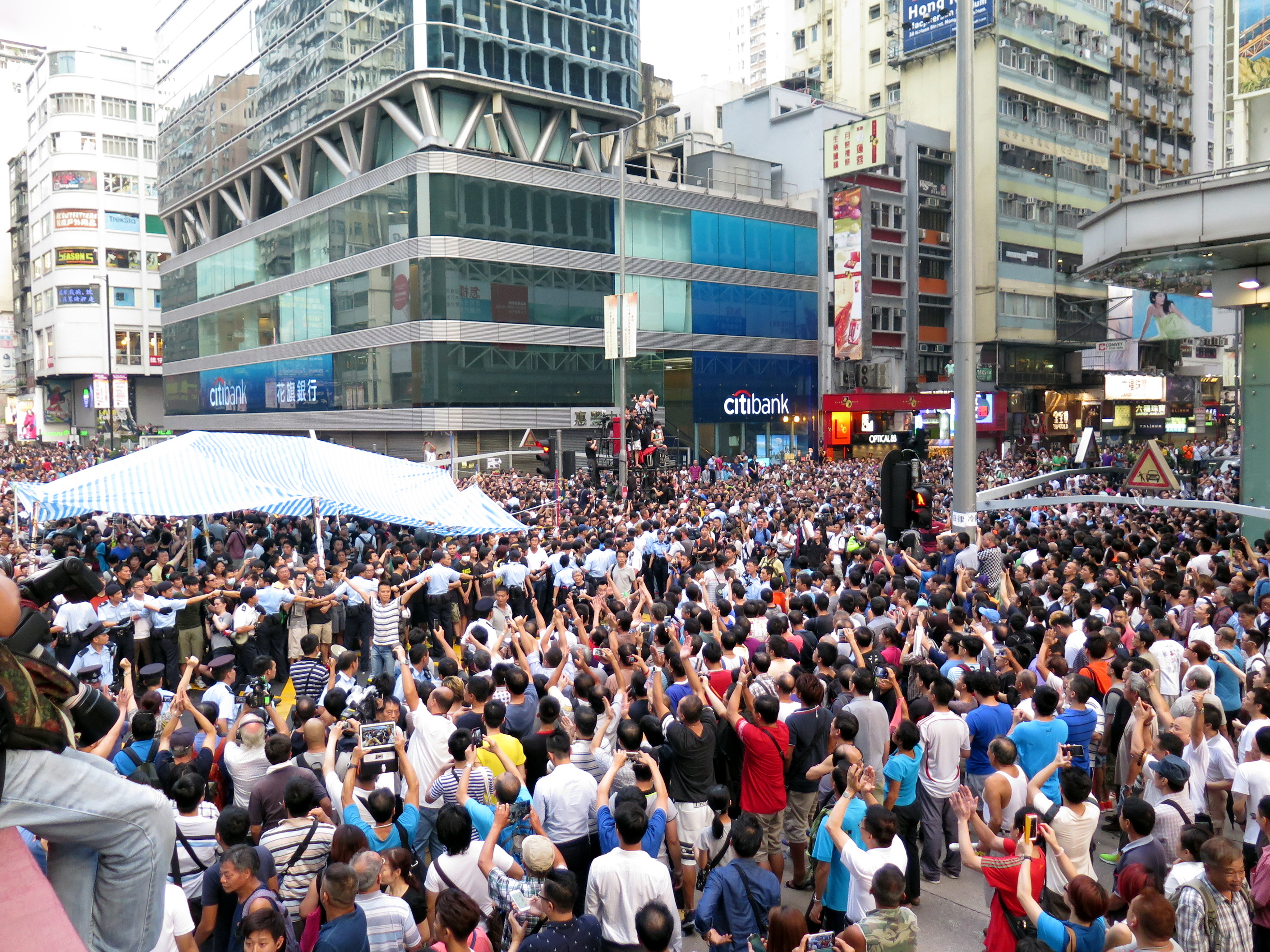
3 tháng 10